# کورت بک
کورت بک (انگلیسی: Kurt Beck؛ زادهٔ ۵ فوریهٔ ۱۹۴۹) یک سیاست‌مدار اهل آلمان است. او از اعضای حزب سوسیال دموکرات آلمان(SPD) می‌باشد. در ۱۴ ماه مه سال ۲۰۰۶ او به عنوان رئیس حزب سوسیال دموکرات آلمان (SPD) شد. پس از مرگ پیتر زده در سال ۲۰۱۲، کورت بک همراه با دیتر شولتی رئیس بنیاد ابرت فردریش گرفت.